# Bộ lạc

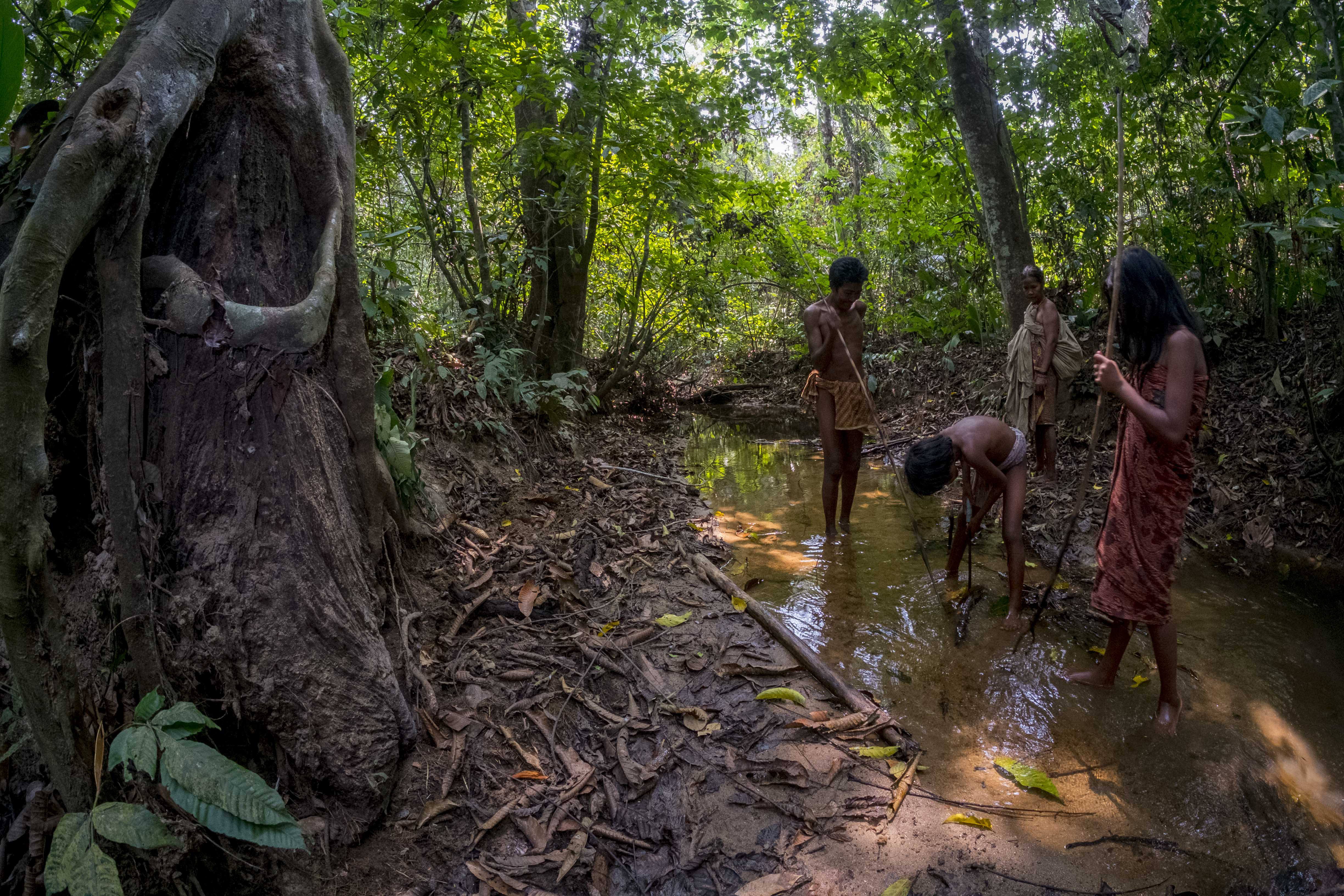
Một bộ tộc bản địa trong rừng rậm

Bộ lạc hay bộ tộc là một hình thức tổ chức xã hội theo kiểu nhóm xã hội trong lịch sử phát triển của loài người. Bộ lạc nguyên thủy là tập hợp dân cư được tạo thành từ nhiều thị tộc do có quan hệ huyết thống (thân tộc) hoặc quan hệ hôn nhân liên kết với nhau, trong đó có một thị tộc gốc tạo thành bộ lạc gọi là bào tộc.

## Đặc điểm
Bộ lạc thường có cùng ngôn ngữ, phong tục tập quán, văn hóa, tín ngưỡng và cùng chung sống trên một vùng lãnh thổ. Mặc dù chưa thật sự ổn định nhưng việc xác lập chủ quyền về mặt lãnh thổ là đặc trưng mới của bộ lạc so với thị tộc. Bộ lạc có hình thức sở hữu cao hơn thị tộc. Ngoài sở hữu riêng của thị tộc, bộ lạc còn có những sở hữu khác bao gồm vùng lãnh thổ, nơi trồng trọt, săn bắt và chăn nuôi. Lãnh đạo bộ lạc là một hội đồng các tộc trưởng hay tù trưởng. Trong bộ lạc có một thủ lĩnh tối cao nhưng mọi quyền hành quản lý bộ lạc đều do hội nghị của hội đồng các tộc trưởng và thủ lĩnh quân sự quyết định. Hình thức phát triển cao nhất của bộ lạc là liên minh bộ lạc được hình thành từ sự liên kết nhiều bộ lạc.
Về số lượng, bộ tộc đông đảo hơn bộ lạc vì bộ tộc chính là tổ chức từ sự liên kết của các bộ lạc. Mỗi bộ tộc có tên gọi và có những đặc điểm về kinh tế, văn hóa riêng. Khác với bộ lạc và thị tộc, bộ tộc có vùng lãnh thổ tương đối ổn định, dân cư đa dạng và đan xen, đa ngôn ngữ và văn hóa, trong đó ngôn ngữ của bộ lạc nào chiếm vị trí trung tâm của sự giao lưu và phát triển kinh tế sẽ trở thành ngôn ngữ chung của cả bộ tộc. Thời kỳ hình thành bộ tộc là thời kỳ đánh dấu sự tan rã hoàn toàn của xã hội công xã nguyên thuỷ, sở hữu tư nhân và chế độ tư hữu ra đời thay thế sở hữu tập thể của thị tộc, bộ lạc. Nhà nước, tổ chức chính trị xã hội có giai cấp đầu tiên được hình thành. Phạm vi thống trị của nhà nước có thể không trùng với bộ tộc. Có nhà nước một bộ tộc, cũng có nhà nước nhiều bộ tộc, sắc tộc. Sự xuất hiện nhà nước đã góp phần rất quan trọng vào quá trình phát triển kinh tế - xã hội, thúc đẩy sự thống nhất về kinh tế và văn hóa, mở rộng giao lưu giữa các bộ tộc.

## Ngày nay
Ngày nay, hình thức bộ lạc vẫn tồn tại ở những vùng hoang sơ, những người dân bản địa sống trong rừng sâu, một số bộ lạc có nguy cơ biến mất khỏi xã hội loài người gồm:
- Bộ lạc Paraguayan Ayoreo-Totobiegosode
- Bộ lạc Awá
- Bộ lạc Mascho Piro - Đông Nam Peru